# Ćafa (Czarnogóra)
Ćafa (cyr. Ћафа) – wieś w Czarnogórze, w gminie Podgorica. W 2011 roku liczyła 102 mieszkańców.